# 南翔桥
南翔桥是浙江省宁波市一座横跨奉化江的桥梁，是宁波机场快速干道高架横跨奉化江的桥梁。南翔桥位于海曙区石碶街道星光村，鄞州大桥和宁波绕城高速公路北渡奉化江特大桥之间，为连续钢构桥，主跨130米，两个边跨长80米，采用三跨大跨径“V”型设计，桥下净空20米，为奉化江上净空最大的桥梁，于2010年10月开工，2012年10月27日合龙，2013年7月2日随机场路南延通车。南翔桥是奉化前往宁波城区的重要通道。